# Rudy Pfann
Rudy Pfann ist ein österreichischer Musiker, der u. a. mit Austria Knochenschau, Peter Androsch oder Eela Craig in Erscheinung trat.

## Leben
Rudy Pfann wuchs in Helfenberg im Mühlviertel auf und lebt in Kirchschlag. Seine Musikkarriere erstreckt sich über vier Jahrzehnte, in denen er mit Austria Knochenschau, Peter Androsch, Urfahraner Aufgeiger, Los Torpedos, apollo3, The Big Easy, Eela Craig aktiv war. Heute ist er vordergründig unter eigenem Namen aktiv. Inzwischen pensioniert arbeitete Pfann auch als Lehrer in der HTL1 Bau und Design Linz.
Sein 2016 bei DIEgital Records erschienenes Album Geboren im Sumpf wird seinerseits beschrieben als „satirisch-nostalgischer Liederzyklus“. Das Album beinhaltet das Lied Die kleine Brücke von Helfenberg, das sich zum regionalen Hit entwickelte. Zum Abriss der titelgebenden Brücke wurde in Helfenberg ein Fest im Beisein von Pfann veranstaltet.
2022 folgt die Single Bierbraua im Vertrieb von Sony Music Austria, die sich „in einem Spannungsfeld zwischen traditionellem Refrain und schonungslosem Rap im 3/4-Takt“ bewege. Der Einsatz traditioneller Goldhauben, die im Musikvideo von Regisseur Peter Neuhofer bewusst falsch getragen wurden, stößt bei Veröffentlichung auf Kritik, man solle das traditionelle Kleidungsstück „nicht verunglimpfen“.
Live wird Rudy Pfann von seiner Sumpftruppe bestehend aus Toni Pichler (Gesang, Akkordeon, Steirische), Wolfgang Pammer (Gesang, Bassgitarre, Akustikgitarre) und Johannes Grüner (Gesang, Elektrogitarre, Schlagwerk) begleitet.